# 钱鼎
钱鼎（1986年10月16日—），中国足球运动员，司职中场，现效力于中超球队青岛中能。